# سام سمول
سام سمول (بالإنجليزية: Sam Small)‏ (15 مايو 1912 في المملكة المتحدة - 19 ديسمبر 1993 في المملكة المتحدة) هو لاعب كرة قدم بريطاني (وحمل سابقاً جنسية المملكة المتحدة لبريطانيا العظمى وأيرلندا) في مركز الهجوم. لعب مع برايتون أند هوف ألبيون وبرمنغهام سيتي ووست هام يونايتد وبرومزغروف روفرز ‏.